# Hi Hi Puffy AmiYumi
Hi Hi Puffy AmiYumi var en amerikansk-japansk TV-serie skapad av Sam Register som sändes på Cartoon Network mellan åren 2004 och 2006. Figurerna i serien är baserade på den japanska pop-duon Puffy AmiYumi.

## Svenska röster
- Norea Sjöquist: Ami
- Anna Isbäck: Yumi